# トロポスフィア
トロポスフィア（Troposhere）は、コンゴ民主共和国の企業Développement Tous Azimuts (DTA)社によって2007年から開発されているロケットシリーズである。プロジェクトは応用技術高等研究院(ISTA)の卒業生であるDTA社の社長Jean-Patrice Keka Ohemba Okeseによって運営されている。DTA社は2004年にカタンガ州ルブンバシで設立された。この計画は高度36kmを超えない研究用ロケットの打ち上げを目的としている。射場はキンシャサの120km東に位置するメンカオのDTA社が所有する土地に存在する。
計画の資金調達は当初からDTA社によって行われていたが、トロポスフィア2および4の成功によりコンゴ民主共和国政府による支援が行われることになった。

## ロケット

### トロポスフィア1および3
トロポスフィア1は2007年4月の打ち上げが計画されていたが、技術的な問題により中止された。トロポスフィア3は2007年10月12日の打ち上げが計画されていたが、こちらも失敗であった。

### トロポスフィア2
初めて成功したロケットであるトロポスフィア2（重量30.94kg、直径0.19m）は2007年に打ち上げられ、高度1500mに達した。

### トロポスフィア4
トロポスフィア4はトロポスフィア計画で2番目に成功したロケットである。
1トンの推力を有するこのロケットは2008年7月10日午後5時40分にキンシャサの120km東に位置するメンカオにて打ち上げられた。ロケットは打ち上げの47秒後、高度15kmにマッハ2.7で到達した。
トロポスフィア4の打ち上げにはコンゴ民主共和国の高等教育・大学・科学大臣であるLeonard Masuga Rugamikaが同席した。打ち上げの成功後、コンゴ民主共和国政府はプロジェクトへの参加を決定した。

### トロポスフィア5
トロポスフィア5は7トンの推力を持つ2段式の固体燃料ロケットである。2009年3月29日に打ち上げられた。トロポスフィア計画における3番目のロケットである。
トロポスフィア5はカヴィラと命名されたラットを乗せ、高度36km、速度マッハ3に到達するよう設計された。ロケットはメンカオの射場で打ち上げられたが、予定していたコースを外れたため失敗に終わった。ロケットの製造にかかった費用は約5万ドルと推定されている。トロポスフィア5には脱出シュートが用意されていたものの、カヴィラは発見されず、科学の名のもとに亡くなったと公式発表された。 
KekaによるとDTA社の将来の試験に役立つデータが得られたとのことである。

### トロポスフィア6
DTA社は現在、次世代のロケットであるトロポスフィア6に取り組んでいる。